# (7040) Harwood
(7040) Harwood (2642 P-L) – planetoida z pasa głównego asteroid okrążająca Słońce w ciągu 3,34 lat w średniej odległości 2,23 j.a. Odkryta 24 września 1960 roku.